# Ivoorsnavelmuisspecht
De ivoorsnavelmuisspecht (Xiphorhynchus flavigaster) is een zangvogel uit de familie Furnariidae (ovenvogels).

## Verspreiding en leefgebied
Deze soort telt acht ondersoorten:
- X. f. tardus: noordwestelijk Mexico.
- X. f. mentalis: westelijk Mexico.
- X. f. flavigaster: zuidwestelijk Mexico.
- X. f. saltuarius: noordoostelijk Mexico.
- X. f. yucatanensis: Yucatán.
- X. f. ascensor: zuidelijk Mexico.
- X. f. eburneirostris: van zuidoostelijk Mexico tot noordwestelijk Costa Rica.
- X. f. ultimus: het schiereiland Nicoya (Costa Rica).

## Status
De grootte van de populatie is in 2019 geschat op 0,5-5 miljoen volwassen vogels. Op de Rode lijst van de IUCN heeft deze soort de status niet bedreigd.